# A-130 (Rusland)
De A-130 is een federale autoweg in het westen van Rusland. De weg voert van Moskou naar de grens met Wit-Rusland, waar de weg overgaat in de P43 naar Babroejsk. 
Binnen het oblast Moskou valt de A-130 samen met de oude Kaluga Road, tot het dorp Lvovo. Voor de val van de Sovjet-Unie was de A130 in gebruik als een zuidelijk alternatief van de M-1 naar Wit-Rusland. 
Op 17 november 2017 kreeg de weg een nieuwe naam, in overeenstemming met regeringsresolutie №928. Daarvoor stond de weg bekend als de A-101. 